# Pachnoda trimaculata
Pachnoda trimaculata es una especie de escarabajo del género Pachnoda, familia Scarabaeidae. Fue descrita científicamente por Kraatz en 1885.
Habita en Malaui, Kenia y Zimbabue.